# Guerrouane
Les Guerrouanes, Guerouan ou Guerrouani (en berbère : Iguerouane) constituent une tribu berbère sanhadjienne localisé de nos jours à l’ouest de Meknès. La tribu Guerrouani faisait partie d’une confédération du Moyen-Atlas. Elle est réputée pour sa vitalité et son ardeur guerrière.

## Histoire

### Avant le règne de Moulay Ismaïl
Selon les témoignages collectés par le Lieutenant Lecomte, un officier général français affecté aux Affaires indigènes au Maroc de 1925 à 1935, les Guerrouanes habitaient avant le Xe siècle la région de Tafilalet et du Reg. Ils auraient été chassés par les Almoravides (Abu Bakr Ibn Omar), puis déportés plus au Nord dans le haut Guir, haut Ziz et haut Rheris.
Le Lieutenant Lecomte précise : « On conserve le souvenir de cette époque de servitude par le chemin de l’Amerz Gueroual (remarquez la transformation du N en L) qui s’élève dans la falaise du Jbel Mijdider et qu’ils furent obligés de construire. »
Un autre départ vers le Nord eut lieu en 1650 environ. Ils gagnent enfin la région de Meknès, après avoir occupé le Tigrigra et les environs d’Ifrane. Ce départ aurait été causé par une famine qui dura dix années, conséquence du manque d’eau dans la région, ainsi que par une épidémie violente.

### -Règne de Moulay Ismaïl
Sous le règne de Moulay Ismaïl (1672-1727), des Guerrouanes brigandaient dans le Haut Ziz sur la route de Sijilmassa. Il chargea alors le caïd  Ali Ben Ichchou Zemmouri El-Qebli de procéder à un massacre. Dans Al-Istiqsa, il est rapporté que Moulay Ismaïl aurait fourni 10 000 cavaliers à Ali ben Ichchou, le caïd des tribus Zemmour et Bni Hakem, et lui aurait dit : « Je ne veux plus te revoir tant que tu ne seras pas tombé sur les Guerrouanes, et que tu ne m’auras pas rapporté autant de têtes qu’il y en a ici. »
Celui-ci partit donc tuer le maximum de Guerrouanes et pilla tous leurs campements. Il proposa 10 mithqals à ceux qui lui apporteraient des têtes supplémentaires. Il aurait ainsi pu réunir 12 000 têtes au sultan, qui ravi, étendit son commandement aux Aït Oumalou et aux Aït Yafelman.
Les relations entre les Guerrouanes et le Makhzen restent complexes par la suite, la tribu restant attachée à son indépendance. Le Makhzen représente l’autorité centrale du pays. Leur territoire était souvent non soumis à cette autorité, on appelle cette contestation siba, traduite par « anarchie ».

### Période d'anarchie marocaine
De 1727 à 1757, le Maroc connaît une période de grande instabilité car après le règne de Moulay Ismail les prétendants au pouvoir sont au nombre de cinq. Moulay Abdallah, qui est le seul à avoir émergé, a été déposé par trois fois. Les Guerrouanes en profitent pour entrer en dissidence. Ils s'emparent du trafic caravanier qui relie les centres commerciaux de l'Empire chérifien aux oasis sahariennes et au Bilad -Assoûdan. Ils obtiendront l’indépendance voulue. Cependant, dans un passage d’Al-Istiqsa, œuvre de l’historien marocain Ahmad ibn Khalid al-Nasiri, il est fait mention d’une campagne militaire d’Abdallah II, lors de son quatrième règne, contre le bacha Ahmed Errifi et Al-Mustadhi, dans laquelle les Guerrouanes auraient pris part. Pour les convaincre de participer à la bataille, Abdallah leur avait promis un butin important. Ils remportèrent le combat et le sultan tint promesse.

### Règne de Sidi Mohammed Ben Abdellah
L’ordre ne sera rétabli qu’avec l’accession au trône de Mohammed III en 1757. Celui-ci compte sur la tribu Guerrouane pour maîtriser les tribus arabes du Gharb (Soufiane, Khlout et Beni Malek). Ces tribus arabes, installées au XIe siècle au Maroc par Yacoub Al Mansour
(calife almohade) pour grossir les effectifs de son armée afin de combattre les BOURGOUATAS, avaient perdu de nombreux avantages avec les monarques alaouites et présentaient un danger.

### Grandes révoltes berbères puis soumission
Vers 1811, éclata une révolte générale des tribus berbères. Celle-ci débuta par un conflit entre les Aït Idrassen, les Guerrouanes, et leurs ennemis, les Aït Oumalou du Fazzaz (le moyen Atlas). Mais les Guerrouanes, jaloux des Beni M’Tir (tribu faisant partie de la confédération des Aït Idrassen) pour leurs richesses et leur territoire, abandonnèrent leurs alliés pour se joindre au clan adverse. Les Aït Idrassen furent vaincus, dépouillés et chassés de leur territoire. Ils n’eurent qu’une solution : se plaindre au sultan Moulay Slimane (1792-1822) des agissements des Guerrouanes et des Aït Oumalou. Irrité du traitement infligé à ses alliés, le sultan envoya contre les Guerrouanes et les Aït Oumalou une armée qui fut battue.
Cette défaite incita les autres tribus berbères à se rebeller, à combattre les Aït Idrassen, en haine de leur caïd Mohamed Ou Aziz. Le faux prophète « dedjal » Amhaouch prend la tête des dissidents.  Les troupes du sultan subirent une nouvelle défaite à Sefrou. Le sultan parti alors à Marrakech réunir un contingent de toutes les provinces de sorte «  qu’il ne restait plus personne dans le Maghreb » d’après l’historien marocain al-Nasiri. Il marcha ensuite contre les Guerrouanes avec cette imposante armée. Mais arrivé à Azrou, les Guerrouanes lui infligèrent une sanglante défaite. Le sultan se tourna ensuite contre les Aït Youssi et les Aït Oumalou mais fut de nouveau vaincu. Son armée ne trouva son salut que chez les Beni M’tir qui lui étaient restés fidèles.
En 1825, un nouveau conflit éclata et Moulay Slimane essuya une défaite supplémentaire contre les Zayan avec les contingents Zemmour, Beni M’tir et Guerrouane. Il constata son impuissance à l’encontre des berbères et décida alors de quitter Meknès pour Fès. Dans Au Temps des Mehallas ou le Maroc de 1860 à 1912 (1952), le Dr Arnaud écrit : «  Fatigué d’eux, le sultan Moulay Slimane remit cette affaire entre les mains de Dieu. »
À l’avènement du sultan Moulay Abd-Arrahman, les tribus berbères se soumirent au Makhzen de nouveau.
On constate donc que les relations entre les tribus berbères et le Makhzen étaient complexes. Les Guerrouanes, avec les tribus environnantes ne cessèrent jamais de se révolter pour retrouver leur indépendance face aux différents sultans. Taghbaloute Aziz nous explique dans son livre Le Fellah marocain – l’exemple d’une tribu berbère : les Beni M’Tir que dans la vie de ces tribus, le Makhzen ne joue que le triple rôle d’arbitre, d’adversaire ou de protecteur. À chaque conflit, il y a un intérêt économique, politique ou social.

### Colonisation française et indépendance
Durant le règne de Moulay Abd al-Hafid (1908-1912), une nouvelle rébellion eut lieu. Les raisons en sont nombreuses : des exactions commises par le grand vizir du sultan, un service militaire obligatoire, des créations d’impôts, l’arrivée massive d’Européens et leur rapprochement avec le sultan. En 1911 Moulay Abd al-Hafid, fut proclamé Sultan. Fin mai, les tribus Beni-M’tir, Zemmours, Beni-M’guild, Guerrouanes et Zayanes assiègent Fès. il sollicite alors l’aide de la France. Une armée de 23 000 hommes fut envoyée. Elle libéra le sultan le 21 mai 1911 et marcha vers Meknès. Moulay Zin se soumit le 8 juin 1911 mais les Guerrouanes rejoignirent les chefs rebelles dans la montagne et poursuivirent les combats contre les Français. Ils se soumirent en avril 1913.
Taghbaloute Aziz, toujours dans son livre Le Fellah marocain – l’exemple d’une tribu berbère : les Beni M’Tir, nous apprend que le protectorat a eu peu d’influence sur la mentalité des fellahs de la région. Il a permis cependant de pacifier les tribus entre elles.
Depuis l’indépendance, le Maroc a déployé d’importants efforts pour le développement agricole mais les conditions de vie et de production des exploitants agricoles restent traditionnelles.
Guerrouane bénéficie, depuis 1977, d'une appellation d'origine  garantie (AOG) pour ses vins, appréciés en France.

## Société
Les Guerrouanes vivent en majorité en milieu rural.
Les aïeux sont essentiels. Dans un même foyer, peuvent cohabiter les grands parents, les parents, les enfants, mais aussi les oncles et les cousins.
Les Guerrouanes sont sédentaires. Ils se seraient sédentarisés durant la période du protectorat français. Ils restent pour la plupart agriculteurs, même si une grande proportion commence à quitter les campagnes afin de rejoindre les villes.

## Culture
Les Guerrouanes ont une longue tradition de poètes berbères, appelés inchaden. Ils ont acquis une importante renommée dans cet art. 
Leur danse traditionnelle est l’ahidous, divertissement préféré des berbères et encore largement pratiqué dans les villes et les villages. Cette danse varie d’une région à l’autre, d’une tribu à l’autre. L’ahidous des Guerrouanes leur permet de mettre en valeur leur propre histoire. Ils sont attachés à sa conservation.
Le cheval est important dans la vie des Guerrouanes, même s’il est de moins en moins utilisé comme moyen de transport ou dans les champs. Plusieurs rites de fantasia sont organisés lors des différents moussems de la région ou grands évènements publics.
Les différents clans de la tribu Guerrouane se réunissent tous une fois par an, durant le moussem organisé autour du tombeau d’Idriss Ier, dans la ville de Moulay Idriss Zerhoun. Un moussem est une fête tribale, ici pour honorer un saint vénéré. Il est l’occasion pour la tribu de se réunir avec les tribus environnantes (Beni M’tir, Beni Hssen, etc.), autour d’activités festives et commerciales.
La tribu   Guerrouane  parle un dialecte tout à fait différent de celui dit amazigh - standard mais  une langue bien distincte que les Européens ayant étudié et classé les différentes ethnies n'avaient pas répertorié comme indépendante.
En 1996, sous le règne d’Hassan II, fut adoptée une loi interdisant les prénoms chrétiens  ou tribaux, ceci afin de ne pas porter atteinte aux coutumes judéo-musulmanes  de la société marocaine et à la sécurité nationale. Par marocains il faudra entendre  toujours « marocains juifs ou marocains musulmans ».
Les Guerouanes sont musulmans dans leur majorité, et la minorité juive ayant existé avant 1971 jouissait du bon voisinage.
Sur le territoire des Guerounais on rencontre plusieurs marabouts et ribates vestiges d'une relation ancienne avec l'une des zaouias qu'a connu le Maroc.